# 格氏連鰭䲗
格氏連鰭䲗（学名：Synchiropus grinnelli），又名老鼠、狗圻，为䲗科連鰭䲗屬下的一个种。